# Пшецлав (місто)
Пшецлав (пол. Przecław) — місто в південно-східній Польщі. Належить до Мелецького повіту Підкарпатського воєводства.
Впродовж 1975—1999 років входило до складу Ряшівського воєводства.
Статус міста відновлено у 2010 році.